# ماوریس خلدهوف
ماوریس خلدهوف (انگلیسی: Maurice Geldhof; ۲۲ اکتبر ۱۹۰۵ – ۲۶ آوریل ۱۹۷۰) دوچرخه‌سوار اهل بلژیک بود.